# Scaptochirus moschatus
Scaptochirus moschatus é uma espécie de mamífero da família Talpidae. É a única espécie do gênero Scaptochirus. É endêmica da China.